# Epigomphus verticicornis
Epigomphus verticicornis är en trollsländeart som beskrevs av Philip Powell Calvert 1908. Epigomphus verticicornis ingår i släktet Epigomphus och familjen flodtrollsländor. IUCN kategoriserar arten globalt som starkt hotad. Inga underarter finns listade i Catalogue of Life.